# Marko Popović (cestista 1985)
Marko Popović (in montenegrino Марко Поповић; Titograd, 10 ottobre 1985) è un ex cestista montenegrino.

## Palmarès
- Campionato montenegrino: 7

Budućnost: 2006-07, 2007-08, 2008-09, 2009-10, 2010-11, 2011-12, 2012-13
- Coppa del Montenegro: 6

Budućnost: 2007, 2008, 2009, 2010, 2011, 2012
- Alpe Adria Cup: 1

Zlatorog Laško: 2017-18